# Lacapelle-Pinet
Lacapelle-Pinet är en kommun i departementet Tarn i regionen Occitanien i södra Frankrike. Kommunen ligger i kantonen Valence-d'Albigeois som tillhör arrondissementet Albi. År 2022 hade Lacapelle-Pinet 69 invånare.

## Befolkningsutveckling
Antalet invånare i kommunen Lacapelle-Pinet
| Referens: INSEE |